# Acronicta turpis
Acronicta turpis är en fjärilsart som beskrevs av Smith 1911. Acronicta turpis ingår i släktet Acronicta och familjen nattflyn. Inga underarter finns listade i Catalogue of Life.